# 肝細胞板
肝細胞板（かんさいぼうばん、英:hepatic lamina）とは肝小葉内の肝細胞が板状に配列した構造。肝細胞板間には類洞が存在する。肝細胞板の内部では、隣り合う肝細胞間に毛細胆管と呼ばれるごく細い管が存在し、肝細胞から分泌された胆汁はこの毛細胆管に分泌され、小葉中心部から小葉間胆管に移行する。